# Rozière

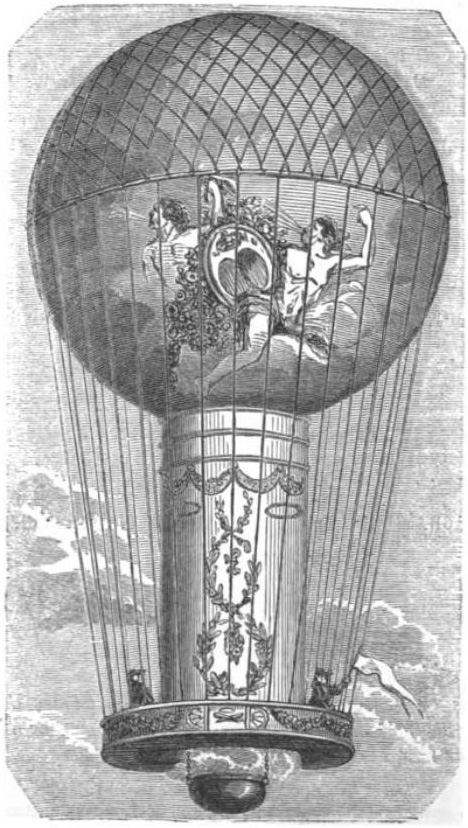
Die Rozière von Jean-François Pilâtre de Rozier (1785)

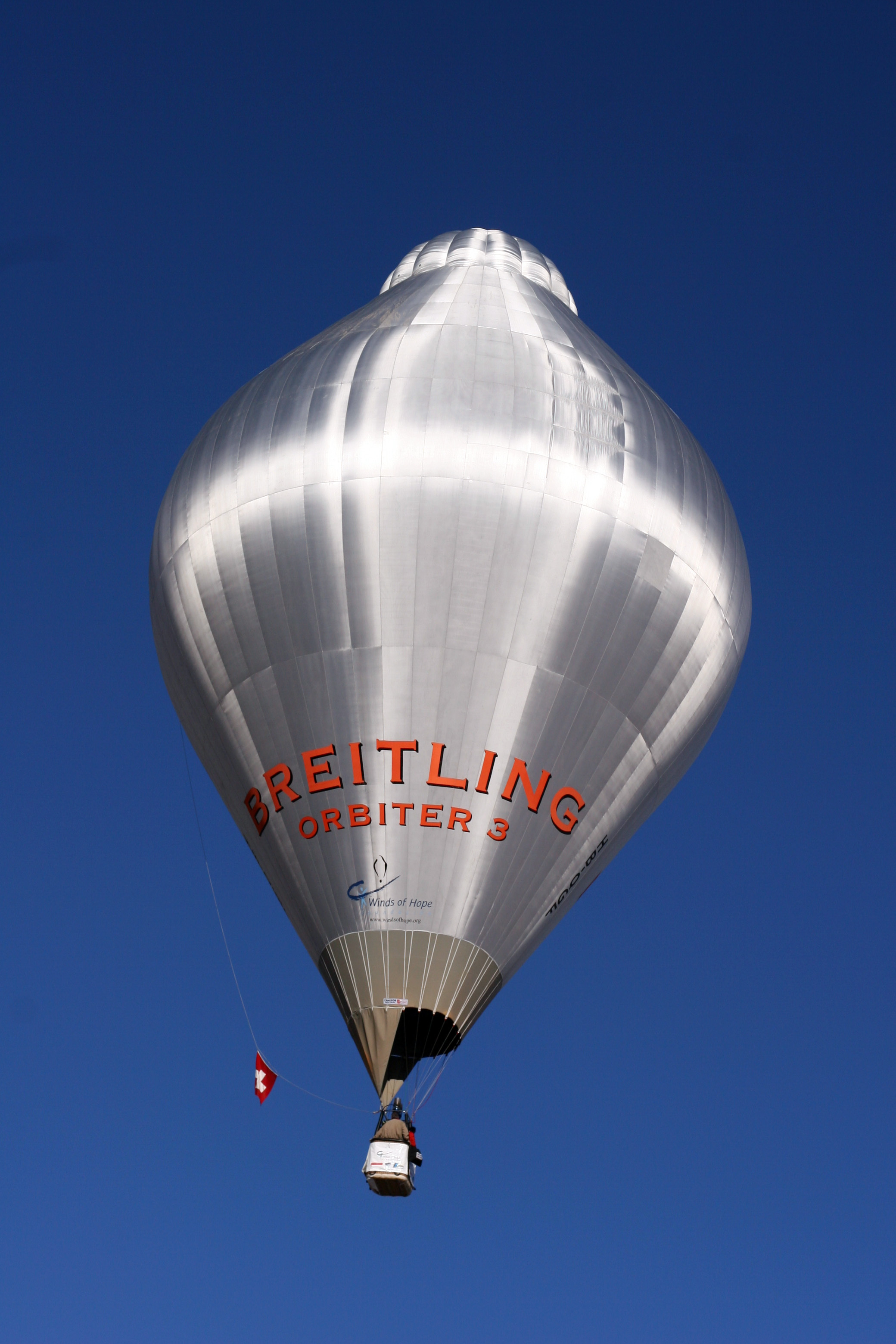
Ein Heißluftballon (2007), der die Form der modernen Rozière Breitling Orbiter 3 aus dem Jahr 1999 übernimmt (eine sogenannte Sonderform)

Eine Rozière ist eine Kombination aus Gasballon und Heißluftballon. Benannt und erfunden ist die Rozière von dem ersten Luftfahrtpionier Jean-François Pilâtre de Rozier, der bei seiner Fahrt mit einer Rozière am 15. Juni 1785 tödlich verunglückte und damit das erste Todesopfer der Luftfahrtgeschichte wurde. 
Erst mittels Rozièren gelangen ab 1999 bemannte Weltumrundungen per Ballon.

## Merkmale
Die ursprüngliche Rozière bestand aus einem kugelförmigen Gasballon mit einem darunter gesetzten Zylinder, unter dem ein Feuer brannte. Der Zylinder fing die heiße Luft des Feuers ein, erhitzte auch das Gas im Ballon und sorgte so für zusätzlichen Auftrieb. Früher wurde als Ballongas vor allem Wasserstoff verwendet, heute nimmt man praktisch ausschließlich das nicht brennbare Helium.
Eine moderne Rozière besteht aus einer kugelförmigen Gaszelle, umhüllt von einer Außenhaut, die in einen daruntergesetzten Heißluft-Konus übergeht. Die Rozière wird wie bei einem Heißluftballon mit Brennstoff, z. B. Butan, Propan oder Kerosin, beheizt. Da ihr Äußeres einem Heißluftballon ähnelt, werden Rozièren aus Unkenntnis oft Heißluftballone genannt.
Oberhalb der Gaszelle kann sich optional ein „Zelt“ befinden, das zusätzlich Wärme einfängt, und das von einer kleineren zweiten heliumgefüllten Ballonkugel aufgespannt wird, dem „Zelt-Ballon“. Die beiden Gaszellen sind über ein Ventil verbunden. Mit einem Ventilator kann Wärme aus dem Zelt transportiert werden. Zur Stabilisierung der Temperatur wird die Außenhaut gerne besonders wärmeisolierend und zugleich sonnenlichtreflektierend gemacht.
Der Vorteil der Rozière gegenüber reinen Heißluftballonen ist der geringere Brennstoffverbrauch, der gegenüber Gasballonen die bessere Ausgleichsmöglichkeit der sonnenbedingten Temperaturschwankungen des Ballons zwischen Tag und Nacht. Die Rozière ist für wochenlange Ballonfahrten geeignet, z. B. Rekordfahrten und Weltumrundungen. Die Fahrtdauer von bemannten Heißluftballonen ist dagegen wegen des Brennstoffverbrauchs auf wenige Stunden beschränkt, die von bemannten Gasballonen wegen des Verbrauchs von Ballast und Gas auf wenige Tage.

## Weltumrundungen
Bislang gelangen drei bemannte Weltumrundungen mit Ballonen – alle in großer Höhe im Jetstream mit Rozièren.
- Erstmals im März 1999 mit Breitling Orbiter 3, doppelt bemannt mit Bertrand Piccard und Brian Jones in 21 Tagen,
- zuletzt die schnellste in etwa 11 ½ Tagen im Juli 2016 solo bemannt mit Fjodor Filippowitsch Konjuchow.